# Trastorno de acumulación compulsiva

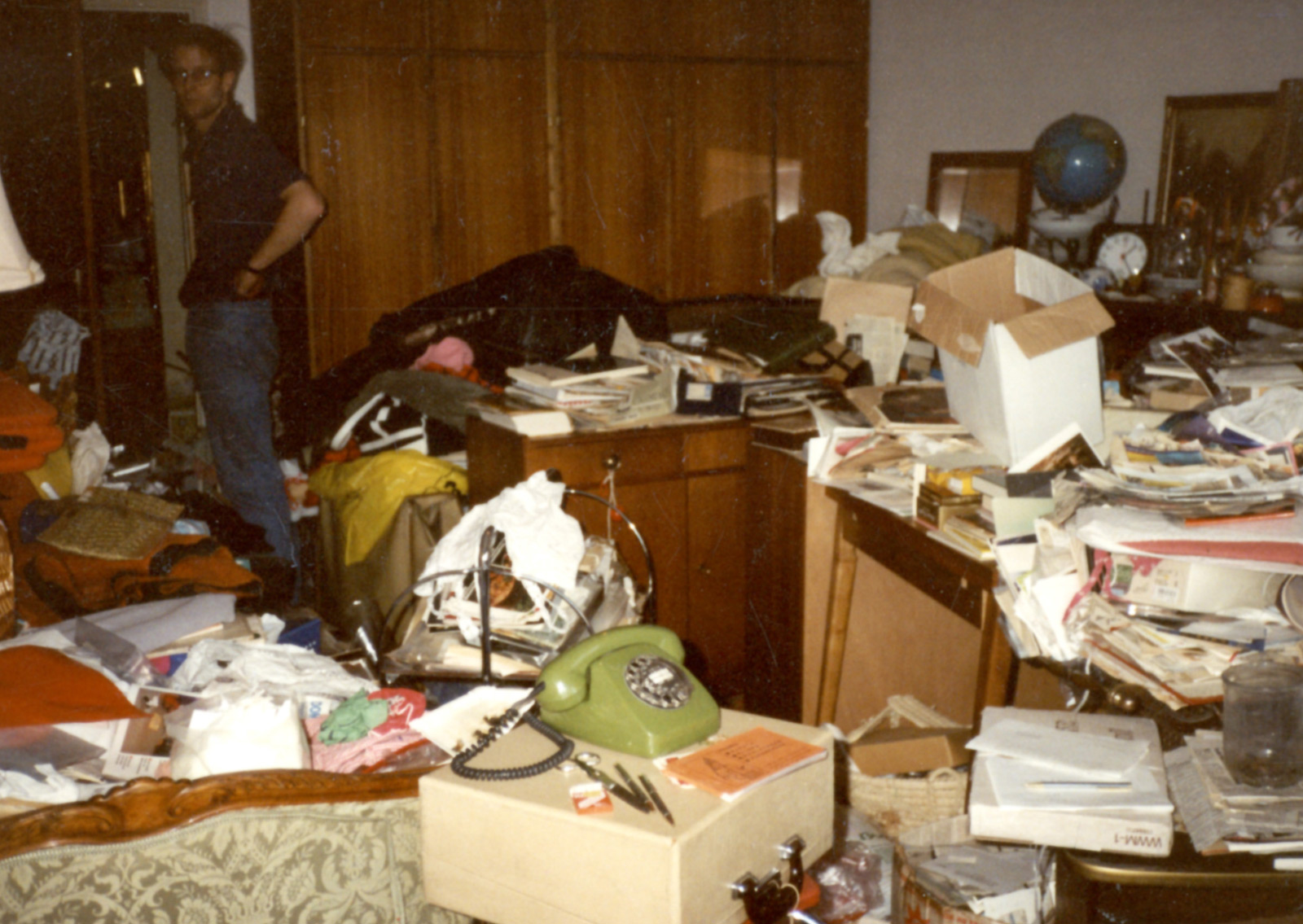
La casa de una persona con acumulación compulsiva

El trastorno de acumulación compulsiva (también, síndrome de acumulación, síndrome del acaparador compulsivo, disposofobia o silogomanía) es, según la quinta edición revisada del Manual diagnóstico y estadístico de trastornos mentales (DSM-5-R), un trastorno psicológico caracterizado por la tendencia a la acumulación de artículos u objetos en forma excesiva (considerando, como criterio de comparación, las cantidades socialmente aceptadas) y por la incapacidad para deshacerse de ellos, incluso si los objetos no tienen valor, si son peligrosos o si son insalubres. Puede afectar la movilidad en la vivienda e interfiere con las actividades básicas, como cocinar, limpiar, el reposo, dormir y el uso de instalaciones sanitarias.
El síndrome representa un apego excesivo a tales posesiones, al punto que la persona afectada se incomoda si alguien más toca sus cosas o le angustia la idea de desechar o separarse de éstas debido a una necesidad percibida de guardarlas o rescatarlas. Una persona con trastorno de acumulación experimenta angustia ante tal idea y, como resultado, se produce una acumulación excesiva de artículos, independientemente de su valor real o sentimental.
No está del todo claro si se trata de un trastorno aislado o si se combina con otros problemas, como el trastorno obsesivo-compulsivo o el síndrome de Diógenes. La presencia de este trastorno se estima del orden del 2 al 5 por ciento en adultos, aunque es probable que se eleve con los informes de pacientes con paranoia (, esquizofrenia y trastorno obsesivo-compulsivo.

## Sinónimos
- acaparamiento compulsivo
- acumulación compulsiva
- acumulación obsesiva
- disposofobia
- síndrome de acumulación compulsiva
- trastorno por acumulación

## Características

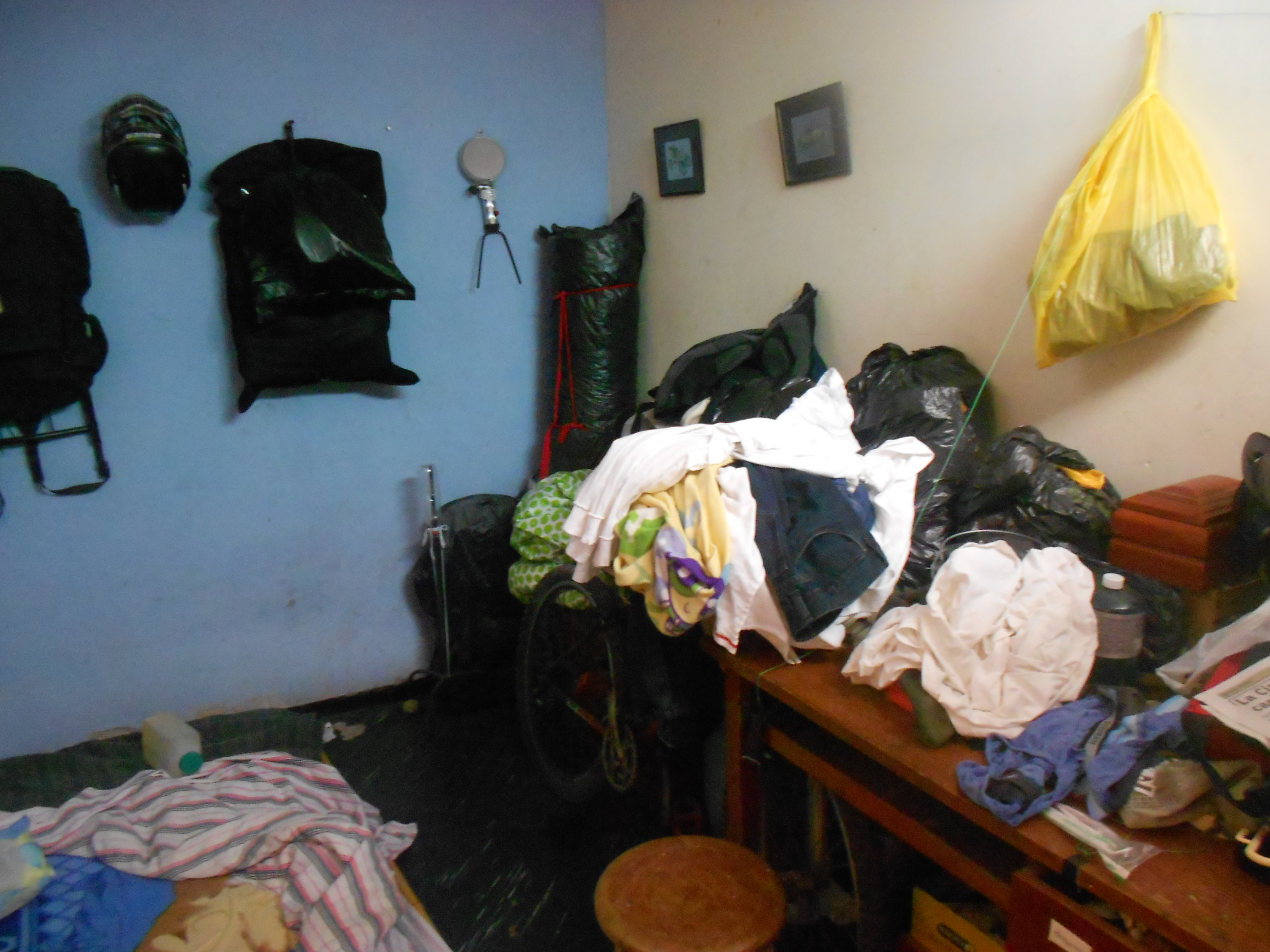
Cuarto de un acaparador compulsivo con trastorno esquizoide de la personalidad

No es posible especificar con claridad las características de este trastorno con base en criterios de diagnóstico aceptados. Según Randy O. Frost y Tamara L. Hartl (1996), se pueden listar las siguientes características:
De acuerdo con el doctor Sanjaya Saxena, director del programa de Trastornos Obsesivos-Compulsivos en la Universidad de California en San Diego, el acaparamiento compulsivo, en la peor de sus manifestaciones, puede llevar al paciente a causar incendios, a vivir en condiciones totalmente insalubres incluyendo infestación con roedores y cucarachas, lesionarse al posarse sobre objetos punzo-cortantes y otros peligros inminentes para la salud y la seguridad, renuencia o imposibilidad para regresar cosas prestadas y, al sobrepasar barreras sociales, el impulso de posesión puede llevar a robar objetos (cleptomanía).[cita requerida]
El acumulador compulsivo estima que los objetos que acumula tienen valor. Es consciente de que algunos objetos que acumula son inútiles o se encuentran en mal estado, e incluso algunos podrían considerarse basura, pero aun así quiere conservarlos, o bien les atribuye un gran valor emocional. Las personas con trastorno de acaparamiento a menudo no lo ven como un problema, lo que hace más difícil su tratamiento. Viven en espacios con un desorden tal que impide realizar las actividades para las cuales esos fueron diseñados. 
Existen varios niveles de acumulación:
- Nivel Uno (Tipo 1): el hogar es limpio, habitable y la acumulación no es excesiva y se encuentra contenida en un ambiente. Quizás haya olores ocasionales de animales domésticos, y podría haber alguna evidencia de plagas o invasión de hormigas. Todas las puertas y escaleras de la casa son accesibles.
- Nivel Dos (Tipo 2): el desorden y acumulación se extiende en dos o más ambientes; uno o más electrodomésticos no funcionan; hay menos limpieza y se presentan olores desagradables ligeros; se ve moho (ligero a medio) en cocinas y baños, y sobre las superficies de preparación de alimentos. Hay además olores provenientes de las mascotas, y evidencias de heces y orina.
- Nivel Tres (Tipo 3): el desorden y la acumulación se extiende de piso a techo, incluyendo en áreas al aire libre. Dos o más electrodomésticos no funcionan. La higiene de las mascotas se ha descuidado, existen heces y orina animales. Hay polvo excesivo, sábanas sucias y no hay evidencia de que se haya barrido o aspirado recientemente. La zona de preparación de alimentos es muy sucia y la basura hiede. Hay olores desagradables por toda la casa. El desorden interior bloquea acceso a ventanas o puertas, un dormitorio o baño no es totalmente utilizable para su propósito.
- Nivel Cuatro (Tipo 4): la acumulación se extiende por toda la residencia, se presentan daños estructurales como fugas o ventanas rotas, baños inutilizables e infestaciones de plagas. El dormitorio es inutilizable, hay descomposición de alimentos y conservas viejas, no hay utensilios limpios en la cocina. Hay moho y hongos en varios lugares de la residencia. Hay (varias) mascotas en malas condiciones higiénicas.
- Nivel Cinco (Tipo 5): la acumulación y la desatención personal llevan a un caos tal como el habitar sin servicios básicos, puede haber heces humanas, las mascotas representan un peligro sanitario, hay daños estructurales a la residencia. Algunas personas deben dejar su vivienda, pues ya no queda espacio para ellas.

## Síntomas y comportamientos

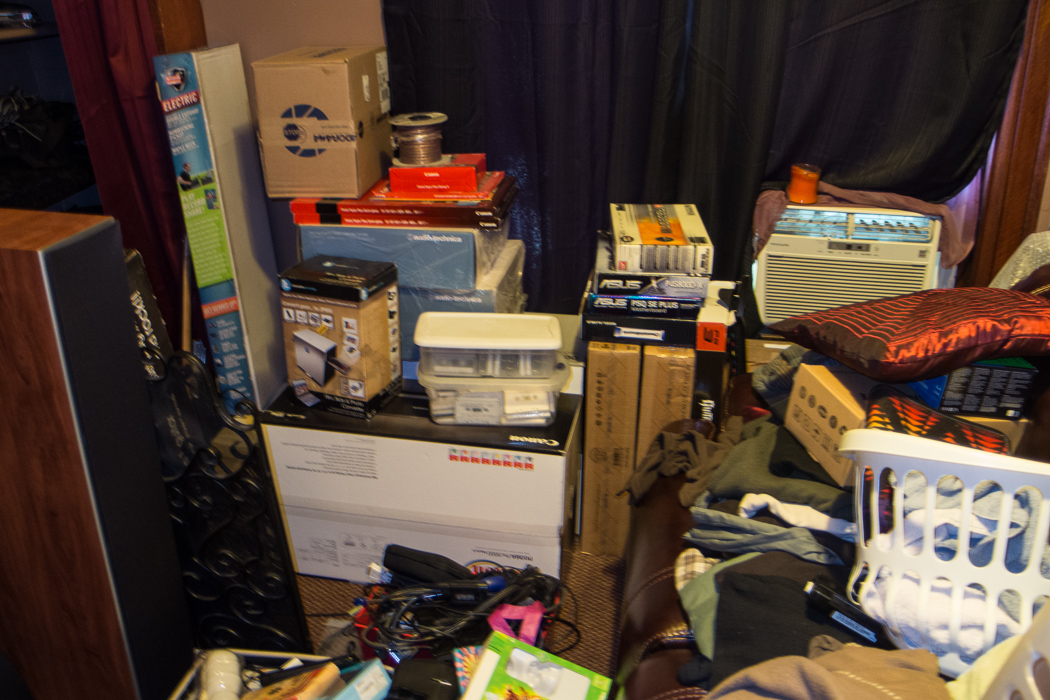
Ejemplo de acumulación de artículos nuevos, sin abrir.

- La adquisición e imposibilidad de desechar grandes cantidades de objetos evidentemente inútiles o de poco valor económico:[11]
  - Correo inservible, catálogos viejos, gran cantidad de periódicos viejos.
  - Cosas que han recibido gratis o en promoción.
  - Equipo de cocina inservible o desgastado.
  - Cantidades excesivas de libros y otro material de lectura, así como cintas de video y otros materiales.
  - Cualquier artículo que en su opinión podría reusarse o servir para manualidades.
  - Ropa en mal estado, que no puede usar o que podría regalar.
  - Cosas rotas o cuyo uso claramente ha expirado ya y que pueden considerarse como basura; algunos guardan basura.
  - Botellas vacías de plástico, vidrio, latas, papel usado y otro material reciclable que no se recicla.
  - Colecciones erráticas o de artículos rotos.
  - Grandes cantidades de comida y alimentos perecederos expirados.
  - Grandes cantidades de artículos nuevos, ropa sin usar y con etiquetas.

- Su hogar está abarrotado hasta el punto que algunas partes son inaccesibles y no pueden utilizarse para su propósito. Por ejemplo:
  - Camas en las que no se puede dormir.
  - Cocinas que no pueden usarse para preparar alimentos.
  - Mesas y sillas que no pueden usarse para su propósito.
  - Cuartos de baños insalubres o con poca higiene.
  - Hay tantas mascotas que estas se apoderan de espacios usualmente reservados para las personas.

- El desorden llega a tal punto que puede causar enfermedad, angustia o deterioro. Como resultado:
  - Evitan visitas de familiares y de amistades porque el desorden les avergüenza o para evitar que las personas les sugieran cambios.
  - Mantienen las cortinas cerradas para evitar que otros vean el desorden.
  - Bloquean puertas o ventanas con los artículos acumulados.
  - Se enfrentan a menudo con familiares o amigos debido al desorden o a la acumulación.
  - Se arriesgan a quedar atrapados, a que haya incendios e infestaciones debido a la cantidad de artículos acumulados.[9]
  - Tensión y deterioro emocional notorio causado por el acaparamiento.[3]

## Casos de estudio
El siguiente texto es un extracto de un caso tomado de una publicación sobre una acaparadora compulsiva:

La paciente, «D», vivía con sus dos hijos de 11 y 14 años y describía su comportamiento de acumuladora compulsiva como «un pequeño problema» iniciado desde hacía varios años junto con sus problemas matrimoniales. «D» comentó que su padre había sido acumulador también y que ella había empezado cuando era niña… El volumen de los objetos amontonados cubría cerca del setenta por ciento del espacio de su vivienda. Exceptuando el baño, ninguno de los cuartos de la vivienda podría ser utilizado para lo que se suponía. Las dos puertas hacia el exterior estaban bloqueadas, por lo que se entraba a la casa por la cochera o por la cocina, en esta última la mesa y las sillas estaban cubiertas con papeles, periódicos, comprobantes de compras, libros, bolsas de papas fritas sin terminar y cuadernos y papeles escolares de sus hijos de años anteriores.

El siguiente caso se toma de otra publicación sobre otro paciente con el síndrome de acaparador compulsivo:

Una mujer de 79 años murió recientemente durante un incendio en su casa en Washington D.C., ya que los bomberos no pudieran rescatarla al luchar contra las condiciones de «acumulación compulsiva» en las que vivía. Algunos días después, 47 bomberos de cuatro ciudades requirieron de más de dos horas para controlar un incendio en una casa del sur de California. Había tal cantidad de objetos cortantes que les fue casi imposible entrar en la casa.

## Subtipos y condiciones relacionadas

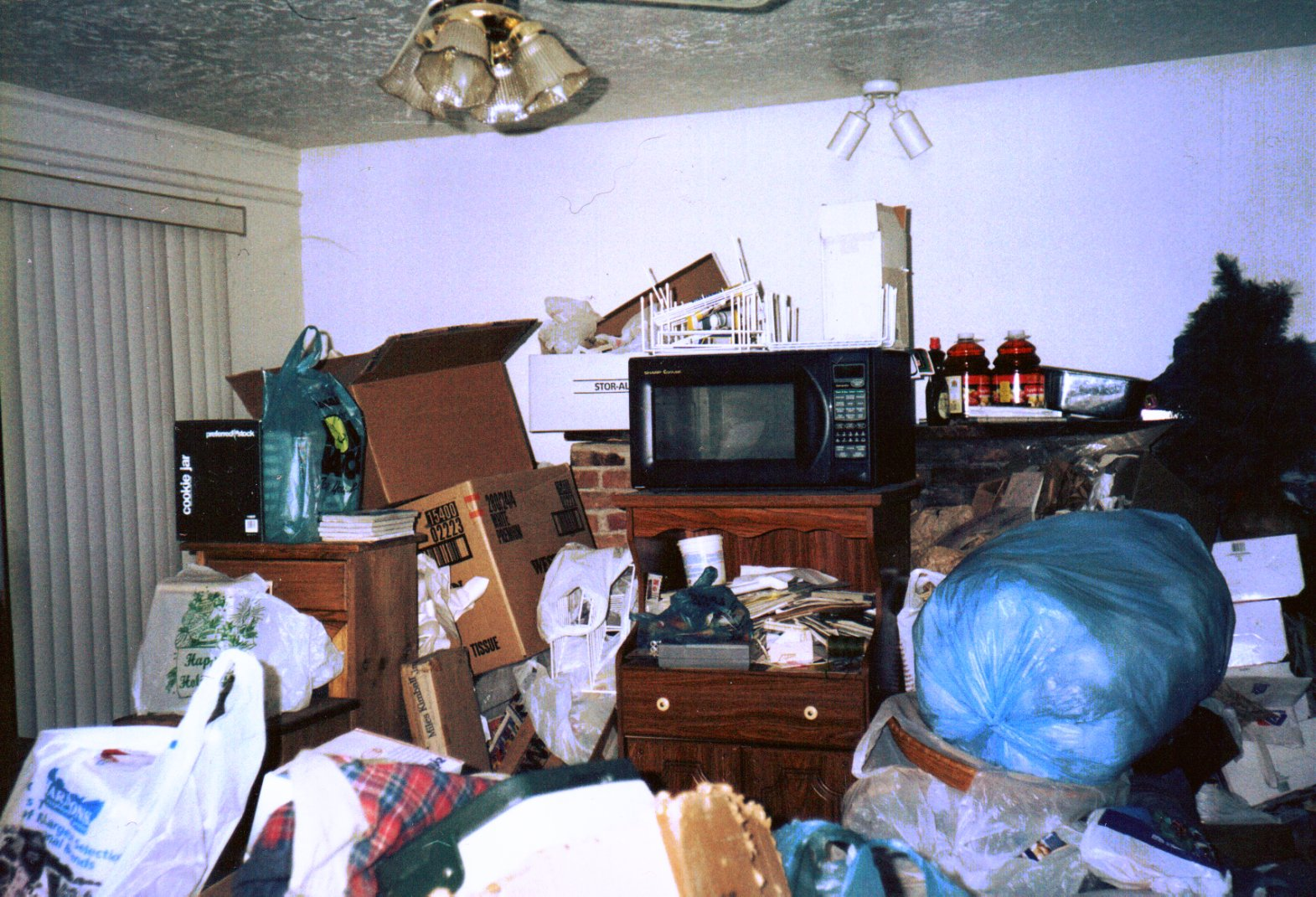
Sala de una vivienda, en el 2001.

Existen varios subtipos:

### Trastorno obsesivo–compulsivo
No es del todo claro si el acaparamiento compulsivo es un trastorno separado o un síntoma de otros trastornos. Varios estudios han reportado una correlación entre el acaparamiento compulsivo y la presencia o severidad del trastorno obsesivo-compulsivo. El acaparamiento compulsivo no parece involucrar los mismos mecanismos neurológicos que muchas formas comunes del trastorno obsesivo-compulsivo y tampoco responde a las mismos fármacos que se centran en la inhibición selectiva de la recaptación de la serotonina.
El comportamiento de acaparamiento también se relaciona con el trastorno obsesivo-compulsivo de la personalidad. Puede existir un solapamiento con trastornos conocidos como trastornos del control de impulsos, particularmente cuando el acaparamiento se vincula con compras compulsivas. Sin embargo, algunas personas que muestran un comportamiento típico de acaparamiento compulsivo no muestran signos normalmente asociados con los otros padecimientos. Algunos pacientes diagnosticados con trastorno por déficit de atención con hiperactividad presentan también una tendencia a acaparar.

### Acumulación de libros
La bibliomanía es un trastorno que involucra la colección o el acaparamiento de libros hasta un punto que causa daño en las relaciones sociales y en la salud. Siendo uno de varios trastornos psicológicos asociados con libros (como la bibliofagia o la bibliocleptomanía), la bibliomanía se caracteriza por la concentración de libros que carecen de uso para la persona coleccionista y que tienen poco valor intrínseco para coleccionistas de libros convencionales. Los síntomas frecuentes de la bibliomanía son la compra de múltiples copias del mismo libro e incluso de la misma edición y la acumulación de libros más allá de la capacidad posible de uso o de disfrute.[cita requerida]

### Acumulación de animales
El acumulación de animales o síndrome de Noé involucra el tener un número mayor que lo usual de animales como mascotas, esto sin tener la capacidad para encargarse adecuadamente de ellos y al mismo tiempo negar tal incapacidad. El acaparamiento compulsivo de animales puede ser identificado como un síntoma de un trastorno, no necesariamente de crueldad deliberada hacia los animales. El acaparador de animales está fuertemente ligado a sus mascotas y le es extremadamente difícil dejarlas ir. No puede comprender que está dañando a sus mascotas, al no poder proporcionarles los cuidados adecuados; por el contrario, tiende a creer que es muy cuidadoso/a con sus mascotas. En algunos países, existen asociaciones que proporcionan ayuda a estos pacientes para mantener un número controlable y sano de mascotas. Junto con otros trastornos de acaparamiento compulsivo, este está vinculado con los trastornos obsesivo-compulsivo y de personalidad obsesivo-compulsiva. Por otra parte, el acaparamiento de animales puede llegar a relacionarse con una adicción, con una demencia e incluso con alucinaciones.
Los acaparadores compulsivos de animales muestran síntomas de sufrir alucinaciones al creer que están en un "sistema fuera de la realidad". Prácticamente todos los acaparadores de animales descuidan su entorno de vida hasta un punto en el que deterioran sus casas y la salud de sus animales, negándose a reconocer que cometen una equivocación. El padecimiento de alucinaciones es un modelo efectivo para proporcionar una explicación a la aparente ceguera de los acaparadores sobre la realidad que viven. Otra explicación que se ha sugerido para este comportamiento es un trastorno afectivo generado principalmente por una relación deficiente entre padres e hijos durante la infancia.
Como resultado, los pacientes que sufren de un trastorno afectivo pueden dirigir su atención hacia sus posesiones, por ejemplo sus animales, intentando cubrir la necesidad de una relación de amor. El estudio de acaparadores de animales ha revelado que ellos han sufrido episodios traumáticos durante su infancia, lo que ha dado evidencia para explicar este trastorno. Sin embargo, la explicación más congruente con este comportamiento es el trastorno obsesivo-compulsivo.

### Neurofisiología
Estudios con imágenes cerebrales usando tomografía de emisión de positrones (que detectan la efectividad de tratamientos a largo plazo) han mostrado que los perfiles de metabolismo de la glucosa en el cerebro, observados en pacientes acaparadores con trastorno obsesivo-compulsivo, son distintos de los perfiles de pacientes con trastorno obsesivo-compulsivos que no son acaparadores. La diferencia más notable entre esos perfiles fue la actividad disminuida de la circunvolución cingulada dorsal anterior, parte del cerebro que es responsable de la concentración, de la atención y de la toma de decisiones. En el 2004, un estudio de la Universidad de Iowa encontró que el daño al lóbulo central del cerebro puede conducir a falta de criterio y problemas emocionales, mientras que daños a la corteza prefrontal del cerebro tiende a provocar acaparamiento compulsivo.
Algunas evidencias basadas en casos de pacientes con daños cerebrales sugieren además que las cortezas prefrontal y cingular pueden estar involucradas en los comportamientos de acaparamiento anormales, aunque pacientes que han sufrido daños en esas regiones del cerebro muestran un comportamiento menos marcado que aquellos que acaparan compulsivamente, por lo que el papel que juegan estas regiones cerebrales en el trastorno no está del todo claro.

## Tratamiento

### Intervenciones psicofarmacéuticas
Los trastornos obsesivo-compulsivos se han tratado con varios antidepresivos: el grupo de antidepresivos tricíclicos clomipramina y las familias de los ISRS, paroxetina, fluoxetina, fluvoxamina, sertralina y citalopram. Los síntomas de trastornos obsesivo-compulsivos pueden tratarse con los fármacos existentes, pero los pacientes no pueden curarse. Varios de estos compuestos (incluida la paroxetina, mencionada por la FDA, en los Estados Unidos) han mostrado resultados exitosos en pacientes acaparadores con trastorno obsesivo-compulsivo.

### Intervenciones terapéuticas
La terapia de comportamiento cognitivo es un tratamiento comúnmente implementado para pacientes acaparadores compulsivos. Esta modalidad de tratamiento usualmente involucra medidas de exposición y prevención de la respuesta a situaciones que pueden causar ansiedad y reestructuración cognoscitiva de las ideas que relaciona el acaparamiento. Varias investigaciones han mostrado que ciertas terapias son más efectivas que otras. Las terapias que se enfocan en la motivación del paciente, su organización, reestructuración del desorden y terminación del desorden doméstico actual han mostrado resultados prometedores. Este tipo de terapia requiere del tratamiento en casa junto con el terapista y que, si se combina con actividades que el paciente realiza solo, puede proporcionar mejores resultados.  Búsquedas en internet relacionadas con el tratamiento de comportamiento cognitivo han mostrado resultados prometedores.